# Hymenocephalus antraeus
Hymenocephalus antraeus es una especie de pez de la familia Macrouridae en el orden de los Gadiformes.

## Hábitat
Es un pez de aguas profundas que vive entre 450-799 m de profundidad.

## Distribución geográfica
Se encuentran en las Islas Hawái